# زیستگاه صخره‌ای قوچعلی (۲)
زیستگاه صخره‌ای قوچعلی (۲) مربوط به دوره نوسنگی است و در شهرستان ایلام، بخش مرکزی، تنگه قوچعلی، شرق دژبانی تنگه واقع شده و این اثر در تاریخ ۹ اردیبهشت ۱۳۸۲ با شمارهٔ ثبت ۸۴۳۳ به‌عنوان یکی از آثار ملی ایران به ثبت رسیده است.